# دوغ هاميلتون
دوغ هاميلتون هو مجدف كندي، ولد في 19 أغسطس 1958 في تورونتو في كندا.

## وصلات خارجية
- دوغ هاميلتون على موقع الاتحاد الدولي للتجديف (الإنجليزية)
- دوغ هاميلتون على موقع اللجنة الأولمبية الدولية (الإنجليزية)
- دوغ هاميلتون على موقع أوليمبيديا (الإنجليزية)